# Kingsley Amis
Sir Kingsley William Amis CBE (Clapham Common, 1922. április 16. –‎ London, 1995. október 22.) angol regényíró, költő, kritikus és tanár. Több mint 20 regényt, hat verseskötetet, memoárt, novellákat, rádió- és televíziós forgatókönyveket, valamint társadalom- és irodalomkritikai műveket írt. Leginkább olyan szatirikus írásairól ismert, mint a Lucky Jim (1954), One Fat Englishman (1963), Ending Up (1974), Jake's Thing (1978) és The Old Devils (1986). Életrajzírója, Zachary Leader Amist a huszadik század második fele legjobb angol humoros regényírójának nevezte. Martin Amis regényíró apja. 2008-ban a The Times 1945 óta a kilencedik helyre sorolta az 50 legnagyobb brit írót tartalmazó listán.

## Élete és pályafutása
Kingsley Amis 1922. április 16-án született a dél-londoni Claphamben, William Robert Amis (1889–1963), a londoni Colman's mustárgyár hivatalnoka és felesége, Rosa Annie (született Lucas) egyetlen gyermekeként. Az Amis nagyszülők gazdagok voltak. William Amis apjának, Joseph James Amis üvegkereskedőnek volt egy Barchester nevű kastélya Purleyben, amely akkor Surrey része volt. Amis nagyapját - akit mindig "Papának" vagy "Papinak" hívtak - "tréfás, izgatott, buta kis embernek tartotta", akit "nem kedvelt és taszította őt". Nagyanyja, Julia "nagy, félelmetes, szőrös arcú teremtés volt... akit [Amis] gyűlölt és félt tőle". Édesanyja szülei (nagyapja lelkes könyvgyűjtő, ő "az egyetlen nagyszülő, akiről [Amis] gondoskodott".) Camberwellben éltek. Amis abban reménykedett, hogy örökölni fogja nagyapja könyvtárának nagy részét, de a nagyanyja csak öt kötet elvételét engedélyezte neki, azzal a feltétellel, hogy mindegyik előlapjára írja azt: "nagyapa gyűjteményéből".
Amis Norburyben nevelkedett – későbbi véleménye szerint „nem igazán hely, ez csak egy kifejezés a térképen [–] tényleg azt kell mondanom, hogy Norbury állomásról jöttem.” Miután először a St Hilda's-ban tanult, egy „megkülönböztethetetlen, rég letűnt helyi iskola... egy olyan független leányiskola, amelybe kisfiúkat is felvettek, mielőtt serdülővé és veszélyessé váltak volna”, majd a közeli Norbury College-ba költözött.
1940-ben Amisék Berkhamstedbe, Hertfordshire-be költöztek. Az első éve után a City of London Schoolban tanult (mint az apja is) ösztöndíjjal, majd 1941 áprilisában szintén ösztöndíjjal felvették az oxfordi St John's College-ba, ahol angolt hallgatott. Ott ismerkedett meg Philip Larkinnal, akivel élete legfontosabb barátságát kötötte. 1941 júniusában Oxfordban Amis csatlakozott a Nagy-Britannia Kommunista Pártjához, bár 1956-ban szakított a kommunizmussal, tekintettel arra, hogy Nyikita Hruscsov szovjet vezető elmarasztalta Joszif Sztálint a személyi kultuszról és annak következményeiről szóló beszédében. 1942 júliusában behívták nemzeti szolgálatra, és a Royal Corps of Signals-ban szolgált. 1945 októberében visszatért Oxfordba, hogy befejezze diplomáját. Noha keményen dolgozott, és 1947-ben elsőként szerzett angol nyelvből diplomát, addigra úgy döntött, ideje nagy részét az írásra fordítja.
1946-ban találkozott Hilary Bardwell-lel. 1948-ban házasodtak össze, miután teherbe esett első gyermekükkel, Philip-el. Amis eleinte megszervezte az abortuszt, de meggondolta magát, féltve neje biztonságát. 1949-től 1961-ig a Swansea-i Egyetemi Főiskola angol előadója volt. Két másik gyerek követte: Martin 1949 augusztusában és Sally 1954 januárjában.
Néhány nappal Sally születése után nagy sikerrel adták ki Amis első regényét, a Lucky Jim-et. A kritikusok úgy érezték, hogy megragadta az 1950-es évek Nagy-Britanniájának ízét, és újfajta fikciót vezetett be. 1972-re a nagy-britanniai lenyűgöző eladásokat az Egyesült Államokban eladott 1,25 millió puhakötésű példány követte. 20 nyelvre fordították le, köztük lengyelre, héberre, koreaira és szerb-horvátra. A regény elnyerte a Somerset Maugham-díjat fikcióért, és Amis az Angry young men (Dühös Fiatalok) egyik írója lett. Lucky Jim volt az első brit egyetemi regények között, precedenst teremtve olyan későbbi írók generációi számára, mint Malcolm Bradbury, David Lodge, Tom Sharpe és Howard Jacobson. Költőként Amis kapcsolatban állt a The Movement-tel.
1958–1959-ben Amis az első alkalommal tett látogatást az Egyesült Államokban, mint kreatív írásbeli vendégmunkatárs a Princetoni Egyetemen és vendégoktató más északkeleti egyetemeken. Amikor visszatért Nagy-Britanniába, más állást kezdett keresni. A Swansea-nél eltöltött 13 év után Amis 1961-ben a cambridge-i Peterhouse munkatársa lett, de egy éven belül megbánta a lépést, és Cambridge-et tudományos és társadalmi csalódásnak találta. 1963-ban lemondott, azzal a szándékkal, hogy Mallorcára költözik, bár valójában nem költözött tovább Londonnál.
1963-ban Hilary felfedezte, hogy Amisnak viszonya van Elizabeth Jane Howard regényíróval. Hilary és Amis augusztusban különváltak, és Amis Howardhoz ment, elvált Hilary-től és 1965-ben feleségül vette Howardot. 1968-ban Howarddal az észak-londoni Barnetben található Lemmons-ba költözött. Ő és Amis 1983-ban elváltak.
Utolsó éveiben Amis megosztott egy házat Hilaryvel és harmadik férjével, Alastair Boyddal, Kilmarnock hetedik bárójával. Martin Experience című memoárja sokat tartalmaz apja életéről, varázsáról és hanyatlásáról.
Amist 1990-ben lovaggá ütötték. 1995 augusztusában agyvérzés gyanújával megbetegedett. Miután látszólag felépült, állapota rosszabbodott, és 1995. október 22-én meghalt a londoni St Pancras Kórházban. Elhamvasztották, és hamvait a Golders Green Crematoriumban helyezték örök nyugalomra.

## Irodalmi művei
Amis széles körben ismert, mint a 20. század közepe-vége Nagy-Britanniában élő humoros regényíró, de irodalmi munkássága számos műfajra kiterjedt – költészet, esszék, kritika, novellák, ételek és italok, antológiák és számos műfajú regény, például tudományos-fantasztikus és misztikus. Karrierje kezdetben a közeli barátjával, Philip Larkinnal fordított mintázat szerint alakult. Mielőtt költőként ismertté vált volna, Larkin két regényt publikált; Amis eredetileg költőnek számított, és csak több verseskötet megjelenése után fordult a regények felé. Pályafutása során folytatta a versírást, egyszerű, hozzáférhető stílusban, amely gyakran elfedi a gondolatok egy-egy árnyalatát.
Amis első regénye, a Lucky Jim (1954) egy meg nem nevezett egyetem nagyképű akadémiai díszletét karikírozza egy feltörekvő fiatal történelemoktató szemével. Széles körben az 1950-es évek Angry Young Men mozgalmának részeként értelmezték, amely a hagyományos brit élet elbutítása ellen reagált, bár Ő soha nem bátorította ezt az értelmezést. Amis más, az 1950-es és 1960-as évek eleji regényei is saját tapasztalataiból merítenek kortárs helyzeteket. A The Uncertain Feeling (1955) című regény egy fiatal tartományi könyvtárost (talán szemmel tartva, hogy Larkin Hullban könyvtárosként dolgozik) és a házasságtörés kísértését mutatja be. Az I Like It Here (1958) megvetően szemléli a "külföldet", Amis saját utazásai után a  kontinensen egy fiatal családdal. A Take a Girl Like You (1960) eltávolodik az önéletrajzi élményektől, de továbbra is a szex és a szerelem problémáira épül a hétköznapi modern életben, nyomon követve a hősnő udvarlását és végső elcsábítását egy fiatal iskolamester által.
A The Anti-Death League-ben (1966) megmutatkoznak a kísérletei – tartalomban, ha nem stílusban –, amelyek az 1960-as és 1970-es években végzett munkáinak nagy részét jellemezték. Eltávolodása korai komikus regényeinek szigorú realizmusától nem olyan hirtelen, mint elsőre tűnhet. Gyerekkora óta buzgón olvasott sci-fit, és a Princetoni Egyetem látogatása során az 1958-as Christian Gauss Lectures iránt érdeklődött. Ezek abban az évben jelentek meg New Maps of Hell: A Survey of Science Fiction címmel, komolyan, de könnyed módon kezelve a műfaj mondanivalóját az emberről és a társadalomról. Amis különösen szerette Frederik Pohl és C. M. Kornbluth disztópikus műveit, és a New Maps of Hell-ben megalkotta a "comic inferno" kifejezést a humoros disztópia egy fajtájának leírására, amelyet Robert Sheckley művei is példáznak. A műfaj iránti elkötelezettségét Robert Conquest szovjetkutatóval, a Spectrum I–V című tudományos-fantasztikus antológia sorozat szerkesztésében is megmutatta, amely nagymértékben támaszkodott az Astounding Science Fiction folyóirat 1950-es évekbeli számaira.
Bár nem kifejezetten sci-fi, a The Anti-Death League (Halálellenes Liga) olyan szabadon bánik a valósággal, amely Amis korábbi regényeiben nem található meg. Bemutat egy spekulatív irányzatot, amely tovább fejlődött más műfajú regényeiben, mint például a The Green Man (1969) (misztikus/horror) és a The Alteration (1976) (alternatív történelem). E spekulációk nagy része az emberi ügyekben részt vevő jóindulatú istenségek létezésének valószínűtlenségére vonatkozott. A The Anti-Death League-ben, a The Green Man-ben, a The Alteration-ben és máshol, köztük olyan versekben, mint a "The Huge Artifice: an interim assessment" és az "New Approach Needed" (Új megközelítés szükséges) Amis csalódottságát mutatta meg egy olyan Isten iránt, aki képes a világot kegyetlenséggel és igazságtalansággal megtűzdelni, és kiállt a hétköznapi emberi boldogság megőrzése mellett – a családban, a barátságokban, a testi gyönyörben – minden kozmológiai terv követelményeivel szemben. Amis vallási nézetei egy válaszban jelennek meg, amelyről az emlékiratai számolnak be. Jevgenyij Jevtusenko orosz költő kérdésére: "Te ateista vagy?" Amis így válaszolt: "Inkább az van, hogy utálom Őt."
Ez idő alatt Amis nem fordult el teljesen a Lucky Jim és a Take a Girl Like You komikus realizmusától. Az I Want It Now (1968) és a Girl, 20 (1971) egyaránt az 1960-as évek végi londoni "lengő" légkört ábrázolja, amelyben Amis minden bizonnyal részt vett, bár egyik könyv sem szigorúan önéletrajzi jellegű. A Girl, 20 például a klasszikus (és a pop) zene világában játszódik, amelyben Amisnak nem volt része. A könyv észrevehető zenei terminológiája és véleménye Amis amatőr zene iránti elkötelezettségét és szinte újságírói képességét mutatja az őt érdeklő téma feltárására. Ez az intelligencia hasonlóképpen megmutatkozik például a The Alteration egyházi ügyeiben, mivel Amis nem volt sem római katolikus, sem egyetlen egyház híve sem.
Az 1950-es, 1960-as és 1970-es években Amis rendszeresen írt esszéket és kritikákat, főként időszaki publikálásra. Néhányat 1968-ban a What Became of Jane Austen? and Other Essays (Mi lett Jane Austenből? és Egyéb esszék), amelyekben Amis szellemességét, irodalmi és társadalmi véleményét olyan könyveken mutatták be, mint Colin Wilson The Outsider (panaszolva), Iris Murdoch debütáló regénye Under the Net (dicsért) és William Empson Milton's God (egyetértésre hajlamos). Amis véleménye a könyvekről és az emberekről általában konzervatívnak tűnt és gyakran az is volt, de amint a gyűjtemény címadó esszéje is mutatja, nem csupán tisztelte a „klasszikusokat” és a hagyományos erkölcsöket, hanem hajlamosabb volt saját, meglehetősen független ítélőképességének gyakorlására mindenben.
Amis az 1960-as évek végén került kapcsolatba Ian Fleming James Bond-regényeivel, amelyeket csodált, amikor a kitalált kémmel kapcsolatos kritikai műveket kezdett komponálni, akár álnéven is. 1965-ben saját nevén írta meg a népszerű James Bond-dossziét (James Bond Dossier). Ugyanebben az évben megírta a The Book of Bond, or, Every Man His Own 007-et, egy kifinomult kém létére vonatkozó okos kézikönyvet, "Lt Col. William ('Bill') Tanner" (Tanner alezredes) álnéven. Tanner M-ügynök vezérkari főnöke Fleming számos Bond-regényében.) 1968-ban Amis megírta a Colonel Sun-t, amely Robert Markham álnéven jelent meg.
Irodalmi stílusa és hangvétele 1970 után jelentősen megváltozott, kivéve a Booker-díjas The Old Devils-t. Számos kritikus régimódinak és nőgyűlölőnek találta. A Stanley and the Women című könyve, a társadalmi józanság feltárása, mondhatni példázza ezeket a vonásokat. Mások azt mondták, hogy munkáiból hiányzott a korábbi munkák embersége, szellemessége és együttérzése.
Ebben az időszakban antológusként is tevékenykedett és széleskörű ismeretekkel rendelkezett az angol költészet minden fajtájáról. A The New Oxford Book of Light Verse (1978), amelyet ő szerkesztett, W. H. Auden eredeti kötetének átdolgozása volt. Amis markánsan új irányba terelte a dolgot: Auden a könnyű verset úgy értelmezte, hogy az magában foglalja a munkásosztályból vagy az alsóbb osztályból származó "alacsony" verset, függetlenül a témától, míg Amis a könnyű verset alapvetően világos tónusúként határozta meg, bár kompozíciója nem feltétlenül egyszerű. A The Amis Anthology (1988), a kedvenc verseiből személyes válogatás, egy londoni újságban végzett munkájából nőtt ki, amelyben naponta kiválasztott egy-egy verset és azt röviden bemutatta.
Amist háromszor jelölték Booker-díjra, az Ending Up (1974) és a Jake's Thing (1978) című írásaiért, végül pedig 1986-ban a The Old Devils díjazottja lett.
2008-ban a The Times Kingsley Amist a 13. helyre sorolta az 50 legnagyobb brit írót tartalmazó listáján 1945 óta.

## Magánélete

### Politikai nézetei
Fiatalként Oxfordban Amis csatlakozott a Nagy-Britannia Kommunista Pártjához, és 1956-ban kilépett belőle. Később politikai életének ezt a szakaszát "az enyhe marxista szakasznak nevezte, amely Oxfordban szinte kötelezőnek tűnt." A háború után egy ideig névlegesen a baloldalon maradt, és az 1950-es években kijelentette, hogy mindig a baloldalra, a Munkáspártra fog szavazni.
Amis végül jobbra lépett, ezt a fejleményt a „Miért fordult jobbra Lucky Jim” (Why Lucky Jim Turned Right, 1967) című esszéjében tárgyalta; konzervativizmusa és antikommunizmusa olyan művekben is megmutatkozik, mint a Russian Hide and Seek (Orosz bújócska) című disztópikus regény (1980). 1967-ben Amis, Robert Conquest, John Braine és számos más szerző írt alá egy levelet a The Times-nak „Támogatni az Egyesült Államok politikáját Vietnamban” címmel (Backing for U.S. Policies in Vietnam), amelyben támogatta az Egyesült Államok kormányát a vietnami háborúban. Az Adam Smith Institute-ban beszélt, és a művészetek állami támogatása ellen érvelt.

### Karaktere
Idézetek:
```
"Ha valakit nem tudsz bosszantani, akkor nincs értelme az írásnak."
"Nem csoda, hogy az emberek olyan szörnyűek, hiszen gyerekként kezdik az életüket."
"A lustaság az újságírás legfőbb jellemzőjévé vált, kiszorítva a hozzá nem értést."
"A szervezett vallás egyik nagy előnye, hogy bocsánatot nyerhetsz a bűneidért, ami biztosan csodálatos dolog. Úgy értem, magammal hordom a bűneimet, nincs ott senki, aki megbocsássa őket."
```

Saját bevallása szerint és életrajzírói szerint is Amis élete nagy részében sorozatos házasságtörő volt. Ez nagyban hozzájárult első házassága felbomlásához. A jugoszláv tengerparton alvó Amisról készült híres fényképen a hátán a szlogen (a felesége, Hilary rúzzsal írta) látható: "1 kövér angol – bármit kibasszok."
Egy memoárjában Amis ezt írta: "Időnként tudatosul bennem, hogy korunk egyik nagy ivója, ha nem a nagy részegek egyike vagyok." Azt sugallja, hogy ez az olvasók naiv hajlamát tükrözi, hogy szereplői viselkedését önmagára alkalmazza. Valójában élvezte az italt, és sok időt töltött kocsmákban. Hilary Rubinstein, aki elfogadta Lucky Jimet Victor Gollancz szerepében, így nyilatkozott: "Kételkedett bennem, hogy Jim Dixon elment volna a kocsmába és megivott volna tíz korsó sört... Nem ismertem nagyon jól Kingsleyt." Clive James így nyilatkozott: "Egyedül egy egész asztal heti italszámlája volt nála a Garrick Clubban, még megválasztása előtt. Miután megválasztották, annyira beszorult, hogy alig tudott eljutni a taxiig. Amis azonban szilárdan meg volt győződve arról, hogy az ihlet nem az üvegből fakad: „Bármilyen szerepet is játszhat az ital az író életében, nem játszhat semmit a munkájában.” Ez megfelel az írás fegyelmezett megközelítésének. Amis „sok éven át” szigorú napirendet szabott magának, elkülönítve az írást és az italt. A reggelek írással teltek, napi minimum 500 szóval. Az ivás körülbelül ebédidőben kezdődött, amikor ezt elérték. Az ilyen önfegyelem elengedhetetlen volt Amis csodálatos teljesítményéhez.
James szerint azonban Amis fordulóponthoz érkezett, amikor alkoholfogyasztása megszűnt társasági lenni, és a Hillyvel szemben tanúsított viselkedése miatti lelkiismeret-furdalása és megbánása eltompulásának módja lett. "Amis szándékosan fordult önmaga ellen... Jogosnak tűnik azt feltételezni, hogy a zaklatott nagyérdemű rosszallotta saját viselkedését." Barátja, Christopher Hitchens azt mondta: "A pia végül eljutott hozzá, és megfosztotta szellemétől és bájától, valamint egészségétől."

### Antiszemitizmus
Amisnak tisztázatlan kapcsolata volt az antiszemitizmussal, amit néha kifejezett, de nem szeretett és ellenzett is. Időnként spekulált az általánosan elterjedt zsidó sztereotípiákon. Az antiszemitizmus néha jelen volt beszélgetéseiben és barátainak és munkatársainak írt leveleiben, mint például: „A nagy zsidó bűn a könnyedség, a folyékonyság... szintén lehet, hogy csak marhaság, mint Marxnál, Freudnál, Marcusenál”, vagy „Chaplin [aki nem volt zsidó] egy ló segg. Látod, egy Jeeeew, mint a Marx testvérek, mint Danny Kaye." Ez egy kisebb téma Stanley and the Women című regényében, amely egy paranoiás skizofrénről szól. Ami az Egyesült Államok kulturális arcszínét illeti, Amis ezt mondta: "Végre rájöttem, miért nem szeretem az amerikaiakat... Mert ott mindenki vagy zsidó, vagy köcsög." Amis maga "nagyon enyhe"-ként jellemezte antiszemitizmusát.

## Családja
Amis első, 15 éves házassága Hilary Bardwell-lel, egy köztisztviselő lányával volt, akitől két fia és egy lánya született: Philip Amis grafikus; Martin Amis, egy 2023-ban elhunyt regényíró; és Sally Amis, aki 2000-ben halt meg.
Amis 1965 és 1983 között másodszor is feleségül vette Elizabeth Jane Howard regényírót, akitől nem született gyermeke. A házasság végén korábbi feleségéhez, Hilary-hez és annak harmadik férjéhez költözött, egy üzletben, amelyet két fiuk, Philip és Martin közvetített, hogy biztosítsák, hogy haláláig gondoskodhassanak róla.

## Részleges bibliográfia

### Költészet
- 1947 Bright November
- 1953 A Frame of Mind
- 1954 Poems: Fantasy Portraits
- 1956 A Case of Samples: Poems 1946–1956
- 1962 The Evans County
- 1968 A Look Round the Estate: Poems, 1957–1967
- 1979 Collected Poems 1944–78

### Fikció
Regények
- c. 1948 The Legacy (unpublished)
- 1954 Lucky Jim
- 1955 That Uncertain Feeling
- 1958 I Like It Here
- 1960 Take a Girl Like You
- 1963 One Fat Englishman
- 1965 The Egyptologists (with Robert Conquest(wd)[44])
- 1966 The Anti-Death League
- 1968 Colonel Sun: a James Bond Adventure (pseud. Robert Markham(wd)[48])
- 1968 I Want It Now
- 1969 The Green Man
- 1971 Girl, 20
- 1973 The Riverside Villas Murder
- 1974 Ending Up
- 1975 The Crime of the Century
- 1976 The Alteration
- 1978 Jake's Thing
- 1980 Russian Hide-and-Seek
- 1984 Stanley and the Women
- 1986 The Old Devils
- 1988 Difficulties with Girls
- 1990 The Folks That Live on the Hill
- 1991 We Are All Guilty
- 1992 The Russian Girl
- 1994 You Can't Do Both
- 1995 The Biographer's Moustache
- c. 1995 Black and White (unfinished)[78]

Novella gyűjtemények
- 1962 My Enemy's Enemy
- 1980 Collected Short Stories
- 1991 Mr Barrett's Secret and Other Stories

Egyéb elbeszélés
- 1960 "Hemingway in Space" Punch(wd), December 1960

### Non-fiction
- 1957 Socialism and the Intellectuals, a Fabian Society pamflet
- 1960 New Maps of Hell: A Survey of Science Fiction
- 1965 The James Bond Dossier
- 1965 The Book of Bond, or Every Man His Own 007 (pseud. Lt.-Col William ('Bill') Tanner(wd)[47]
- 1970 What Became of Jane Austen?, and Other Questions
- 1972 On Drink
- 1974 Rudyard Kipling and His World
- 1983 Everyday Drinking
- 1984 How's Your Glass?
- 1990 The Amis Collection
- 1991 Memoirs
- 1997 The King's English: A Guide to Modern Usage (részben szójátéknak nevezte, ahogy a barátok és a család néha "Királynak" nevezték, ahogy fia, Martin mesélte el az Experience című emlékiratában.)
- 2001 The Letters of Kingsley Amis, Edited by Zachary Leader[9]
- 2008 Everyday Drinking: The Distilled Kingsley Amis, bevezető: Christopher Hitchens[79] (an omnibus edition of On Drink, Everyday Drinking and How's Your Glass?)

### Szerkesztő
- 1961-66 Spectrum anthology series (ed. with Robert Conquest)(Öt kötet)
- 1978 The New Oxford Book of Light Verse (ed.)
- 1981 The Golden Age of Science Fiction (ed.)

## Magyarul
- Szerencsés flótás (Lucky Jim) – Európa, Budapest, 1958 · Fordította: Komlós János

## Fordítás
- Ez a szócikk részben vagy egészben  a   Kingsley Amis című angol Wikipédia-szócikk fordításán alapul.  Az eredeti cikk szerkesztőit annak laptörténete sorolja fel. Ez a jelzés csupán a megfogalmazás eredetét és a szerzői jogokat jelzi, nem szolgál a cikkben szereplő információk forrásmegjelöléseként.